# Дионисий (тендер)
«Дионисий» — тендер Черноморского флота Российской империи, находившийся в составе флота с 1817 по 1846 год. Во время службы использовался в качестве учебного и брандвахтенного судна, а по её окончании был продан.

## Описание судна
Парусный одномачтовый тендер с деревянным корпусом. Длина судна по сведениям из различных источников составляла 10,9—11 метров, ширина — 5,5 метра, а осадка от 2,1 до 3,4 метра. Вооружение тендера состояло из 8 орудий.

## История службы
Тендер «Дионисий» был заложен на стапеле Севастопольского адмиралтейства 27 июня (9 июля) 1816 года и после спуска на воду 11 (23) октября 1817 года вошел в состав Черноморского флота России. Строительство вёл кораблестроитель И. И. Тарусов.
В кампании c 1818 и 1819 годов совершал плавания в Чёрном море между Севастополем и Евпаторией.
C 1820 по 1826 также ежегодно выходил в практические плавания в Чёрное море.
В кампанию 1827 года занимал брандвахтенный пост на феодосийском рейде.
В кампанию 1831 года перешёл из Севастополя в Феодосию, где с 1831 по 1837 год вновь нёс брандвахтенную службу на рейде.
По окончании службы в 1846 году тендер «Дионисий» был продан частному владельцу.

## Командиры судна
Командирами тендера «Дионисий» в составе Российского императорского флота в разное время служили:
- лейтенант Н. Н. Венюков (1818—1819 годы)[10];
- лейтенант Г. А. Польской (1820 год)[11];
- лейтенант Н. Н. Венюков (1821—1823 годы)[10];
- лейтенант П. И. Щербачев (1823—1826 годы)[12];
- лейтенант Н. С. Потёмкин (1827 год)[13];
- лейтенант Н. А. Дандриа (1831 год)[14];
- капитан-лейтенант В. С. Харичков (1832 год)[15];
- лейтенант, а с 28 марта (9 апреля) 1836 года капитан-лейтенант Г. Е. Симбаровский (1834—1837 годы)[16].